# Lonicera microphylla
Lonicera microphylla är en kaprifolväxtart som beskrevs av Carl Ludwig von Willdenow, Johann Jakob Roemer och Schult. Lonicera microphylla ingår i släktet tryar, och familjen kaprifolväxter. Inga underarter finns listade i Catalogue of Life.

## Bildgalleri

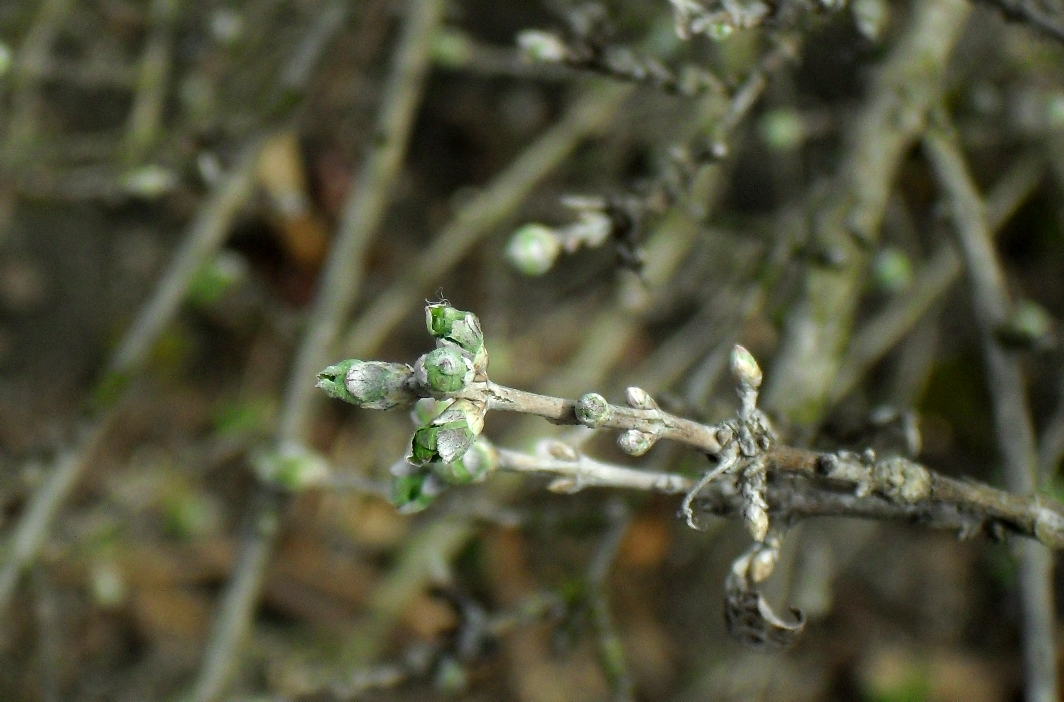